# Робин Шарма
Робин Шарма (на английски: Robin Sharma) е канадски писател на бестселъри в жанра книги за самопомощ.

## Биография и творчество
Робин Шарма е роден на 18 март 1965 г. в Порт Хоуксбъри, Нова Скотия, Канада. Има индийски произход. Получава бакалавърска и магистърска степен по право от Юридическия колеж на Университета Далхауз. След дипломирането си работи като съдебен чиновник във Върховния съд на Нова Скотия, и като адвокат на правителството по правни спорове.
Докато работи се поставя за цел да намери най-ефективните стратегии за динамичен живот като изучава различна литература и пътува дълго в търсене на философски учения, методи и навици, които лесно могат да подобрят качеството на личния и професионалния живот. В теориите си обединява различни житейски истории, мъдростта на изтока и западните стратегии за достигане на лична ефективност.
Първата му книга за лично самоусъвършенстване „Megaliving!: 30 Days to a Perfect Life“ е издадена от него самостоятелно през 1995 г., но тя няма успех.
През 1997 г. е издава отново самостоятелно книгата „Монахът, който продаде своето ферари“. Първоначално и тя няма успех, но е забелязана от директора на издателство „Харпър Колинс“ и е преиздадена. Тя става световен бестселър и е преведена на над 50 езика по света. Следващите му книги от серията „Монахът“ също са бестселъри.
В резултат на успеха на книгата започват да го канят на различни семинари за лична и бизнес мотивация, като бързо се нарежда сред най-известните експерти и съветници в областта на мотивацията, лидерството и развитието на личността. В резултат на ангажираността му основава собствена компания, която да организира и провежда лекционните му семинари.
Основни точки на мотивационната му теория са:
- Животът е кратък и трябва да се живее пълноценно и щастливо
- Животът е кратък и трябва да се работи пълноценно и на максимум
- Духовната страна е важна
- Материалната страна също е важна
- Човек може да живее опростено, здравословно, щастливо.

Робин Шарма живее със семейството си в Онтарио, Канада.

## Произведения

### Самостоятелни книги
- Privatization: Lessons Learned (1995)
- Megaliving!: 30 Days to a Perfect Life (1995)
- The Saint, the Surfer, and the CEO: A Remarkable Story About Living Your Heart's Desires (2003)
Светецът, сърфистът и корпоративният директор: историята на един човек, който се научи да живее според желанията на сърцето, изд.: ИК „Екслибрис“, София (2007), прев. Неза Михайлова
- The Greatness Guide: 101 Lessons for Making What's Good at Work and in Life Even Better (2006)
Наръчник по величие, изд.: ИК „Екслибрис“, София (2007), прев. Неза Михайлова
- The Greatness Guide Book 2: 101 More Insights to Get You to World Class (2008)
Наръчник по величие. Книга 2, изд.: ИК „Екслибрис“, София (2009), прев. Неза Михайлова
- The Leader Who Had No Title (2010) 
Лидерът, който нямаше титла: съвременна притча за истинския успех в бизнеса и живота, изд.: ИК „Екслибрис“, София (2010), прев. Неза Михайлова
- The Mastery manual (2015)

### Серия „Монахът“ (The Monk)
- The Monk Who Sold His Ferrari (1997)
Монахът, който продаде своето ферари: духовна притча за това как да осъществите мечтите си и да постигнете съдбата си, изд.: ИК „Екслибрис“, София (2004), прев. Неза Михайлова
- Who Will Cry When You Die: Life Lessons from the Monk Who Sold His Ferrari (1999)
Кой ще заплаче, когато умреш?: житейски уроци от Монаха, който продаде своето ферари, изд.: ИК „Екслибрис“, София (2008), прев. Неза Михайлова
- Leadership Wisdom from the Monk Who Sold His Ferrari (2000)
Уроци по лидерство от монаха, който продаде своето ферари: Осемте ритуала на далновидните лидери, изд.: ИК „Екслибрис“, София (2005), прев. Неза Михайлова
- Family Wisdom from the Monk Who Sold His Ferrari (2001)
Семейна мъдрост от Монаха, който продаде своето ферари: освободете лидера в себе си и в своето дете, изд.: ИК „Екслибрис“, София (2006), прев. Неза Михайлова
- Discover Your Destiny with the Monk Who Sold His Ferrari (2004)
Открий съдбата си с Монаха, който продаде своето ферари: седемте етапа на самопробуждане, изд.: ИК „Екслибрис“, София (2010), прев. Неза Михайлова
- The Secret Letters of the Monk Who Sold His Ferrari (2011)
Тайните писма на Монаха, който продаде своето Ферари, изд.: ИК „Екслибрис“, София (2013), прев. Неза Михайлова
- Daily Inspiration from the monk who sold his Ferrari (2007)
Вдъхновение за всеки ден от Монаха, който продаде своето ферари, изд.: ИК „Екслибрис“, София (2011), прев. Неза Михайлова